# When I Close My Eyes
When I Close My Eyes är en låt med den före detta amerikanska tonårsstjärnan Shanice, komponerad av Warryn Smiley Campbell och Tamara Savage för sångerskans fjärde studioalbum Shanice. Låten gavs ut som skivans ledande singel den 10 november 1998 och blev Shanice' första utgivning på över fyra år. Den 3 april 1999 blev singeln historisk när den gjorde det största hoppet i Billboard Hot 100:s historia. Den tog sig 75 placeringar upp från en 91:a plats till en 16:e. "When I Close My Eyes" fortsatte att klättra på listorna och tog sig till en 4:e plats på USA:s R&B-lista och till en 12 på Hot 100-listan. 
I låten, som är sångerskans hittills[när?] sista singel på Billboard Hot 100, sjunger Shanice om en kärlek som får henne att gråta av lycka när hon blundar. 

## Musikvideo
Musikvideon för singeln börjar med att visa pojken sångerskan är kär i komma gående efter en dimmig väg tillsammans med en vit häst. Nästa scener visar Shanice medan hon dansar med sina bakgrundsdansare i en futuristisk miljö. Dessa scener varvas med klipp där sångerskan sitter i slutet av en lång pool med mörkt vatten. I slutet av videon syns Shanice sitta och vänta i sin bil medan den hon är kär i kommer gående mot henne. 

## Format och innehållsförteckningar
- Amerikansk CD-singel (kassett singel)

1. "When I Close My Eyes" (Album Version)
2. "When I Close My Eyes" (Snippets)
3. "When I Close My Eyes" (Instrumental)

## Listor
| Lista (1999)                                | Topp position |
| ------------------------------------------- | ------------- |
| Amerikanska Billboard Hot 100               | 12            |
| Amerikanska Billboard Hot R&B/Hip-Hop Songs | 4             |